# Eduard Kasparides
Eduard Kasparides (18. března 1858 Křenov – 19. července 1926 Bad Gleichenberg) byl rakouský malíř, portrétista a restaurátor.

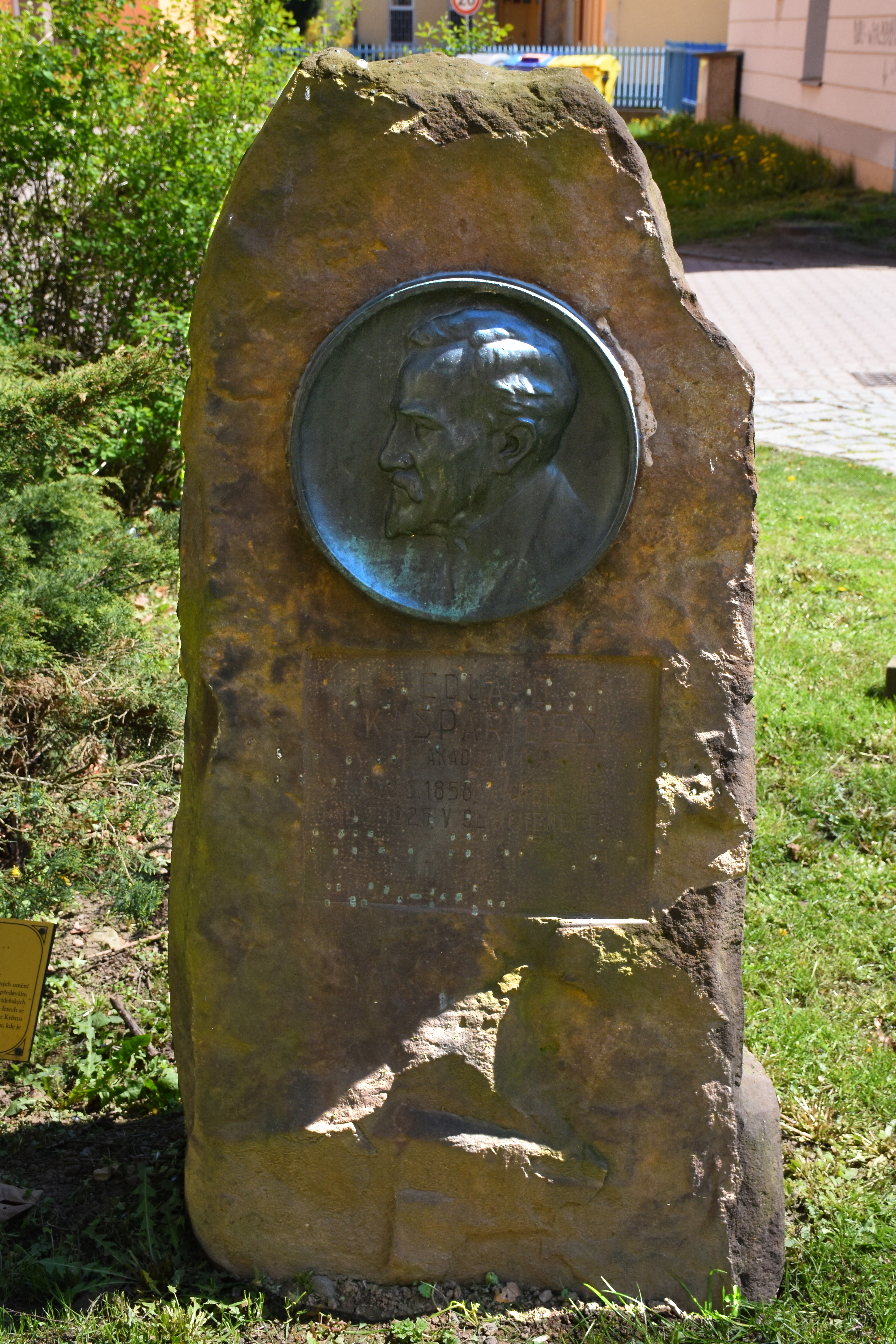
Pamětní kámen s Kasparidesovým medailonem v parku mezi moravskotřebovským muzeem a gymnáziem

## Život
Eduard Kasparides se narodil v obci Křenov u Moravské Třebové v rodině barvíře Martina Kasparidese a jeho ženy Františky roz. Sequnzové. Eduard byl nejmladší z pěti dětí, nejstarším bratrem byl Vojtěch (1846), dále pak bratr Peregrin a sestra Amália (1851) a ještě bratr Arnulf (1853). Lásku k malování zdědil po svém strýci a i jeho nejstarší bratr Vladimír rád a obstojně maloval. Základní školu studoval v Poličce a zde se i připravoval na další studium na gymnáziu v Moravské Třebové. Studium však nedokončil a na čas se vrátil do rodného domu.
V roce 1875 odešel do Vídně, kde absolvoval několik přípravných kurzů a záhy byl přijat na malířskou akademii. Zde studoval v letech 1876-1884, půldruhého roku u profesora Ch. Gripenkerla, poté u profesora K. Wurzingera a kresby aktů u prof. R. Blaase. Rovněž se školil v ateliéru figurální malby, který vedl prof. J.V. Trenkwald. Během prázdnin roku 1880 restauroval fresky od malíře J.T. Suppera v křenovském kostele sv. Jana Křtitele.
V roce 1883 krátce pobýval v Mnichově a následně se vrátil zpět do Vídně, kde trvale žil a tvořil svá díla.
Na začátku devadesátých let se dostal do finanční tísně, odjel do Petrohradu a portrétoval mladou ruskou carevnu Alexandru. V Rusku namaloval také další portréty a poté se vrátil nazpět do Vídně. Roku 1894 se stal členem Společenství výtvarných umělců Rakouska, za zásluhy byl jmenován rytířem řádu císaře Františka Josefa 1. a v letech 1900-1905 byl členem spolku „Hagenbund“. V průběhu 1. světové války Eduard Kasparides vážně onemocněl a během ozdravného pobytu v lázních Bad Gleichenberg v polovině měsíce července roku 1926 podlehl srdečnímu záchvatu a zemřel. V poslední vůli odkázal svá díla rakouské státní galerii, městu Vídni a domu umělců - Künstlerhaus.
Eduard Kasparides vykonal několik studijních cest po Německu, Švédsku a Itálii, pracoval v Rusku a procestoval celé Rakousko a pobýval i ve Středomoří. Během svého života byl za své dílo několikrát oceněn, rovněž byl vyznamenán rytířským řádem Františka Josefa a jeho jméno bylo umístěno ve vestibulu vídeňského Künstlerhausu.

## Významná díla (výběr)
- Orffeus a Eurydika (1896)
- Kristus s upracovanými a obtíženými (1899)
- Protržená hráz po bouři (kolem 1908), za obraz obdržel medaili arcivévody Karla Ludvíka[6]
- Teplý říjnový večer (kolem 1912)
- Pronásledování Krista císařem Neronem
- Heustadlwasser (kolem 1900)

## Zastoupení ve sbírkách
- Muzeum města Brna
  - Mýtina (1903)[7]
  - Krajina s řekou za měsíční noci[8]
  - Magdaléna u Kristovy mrtvoly (kolem 1899)[9]

Umělcovy obrazy se nacházejí v mnoha galeriích po celé Evropě a jsou k vidění i ve významných muzejních sbírkách ve Vídni, Brně, Bratislavě a rovněž se nacházejí v Moravské Třebové a Křenově.

## Galerie

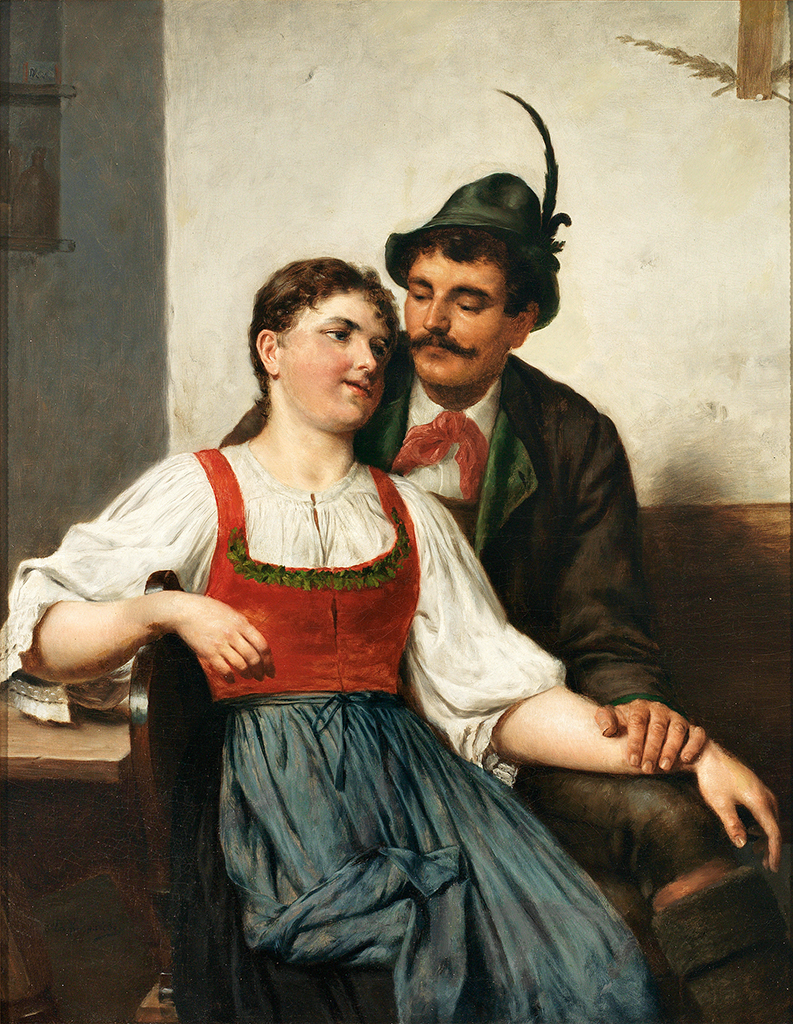
Mladý pár v krojích, olej na plátně (kolem 1926)
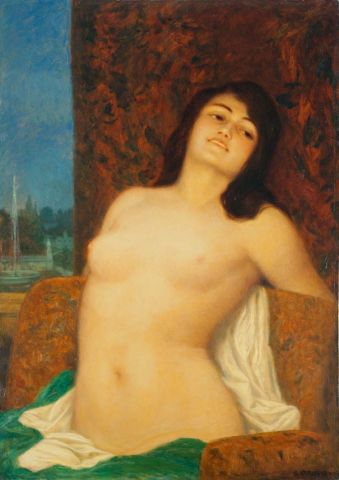
Polonahá žena (1917)
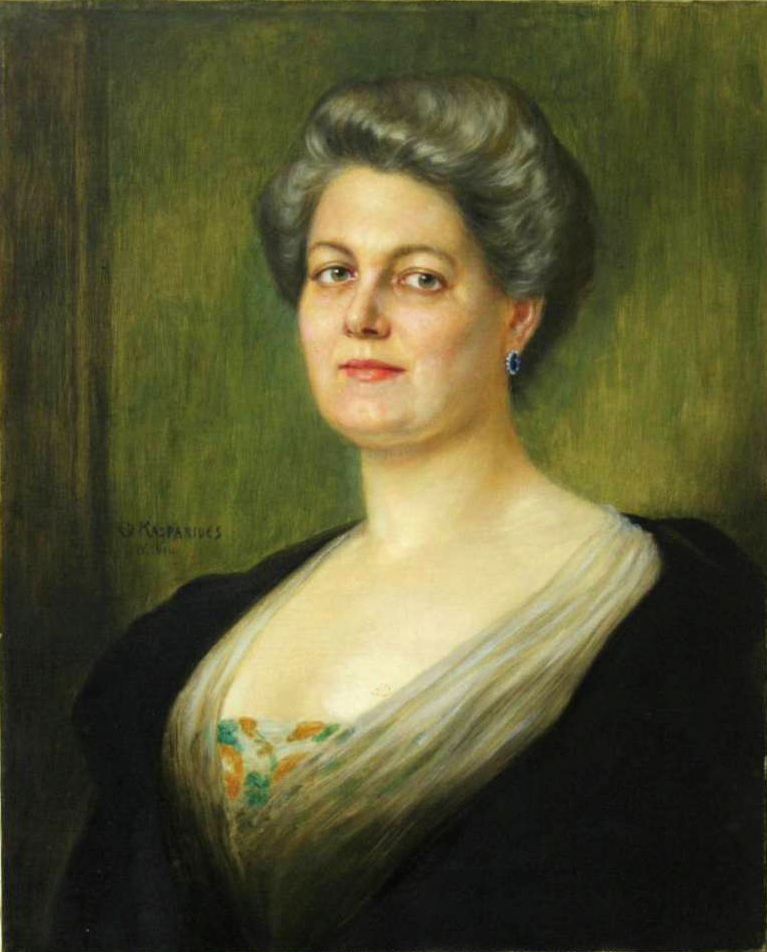
Portrét dámy (kolem 1910)
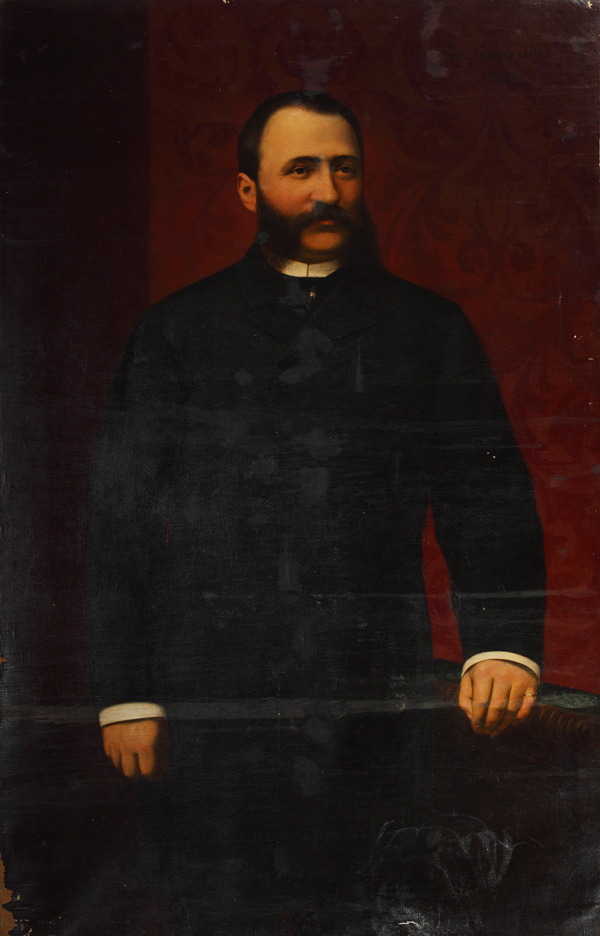
Portrét Ion Movilă, olej na plátně
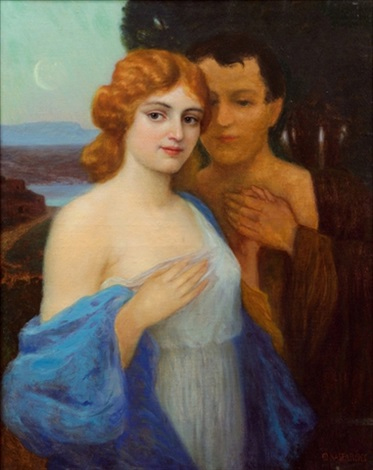
Milenci (kolem 1910)
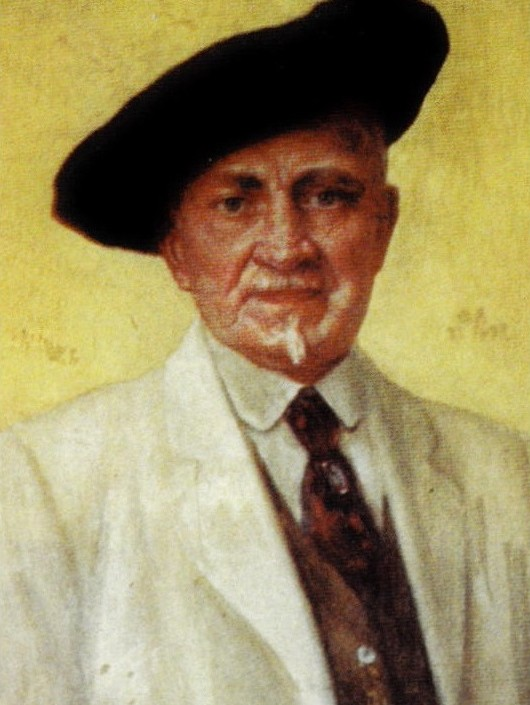
Autoportrét
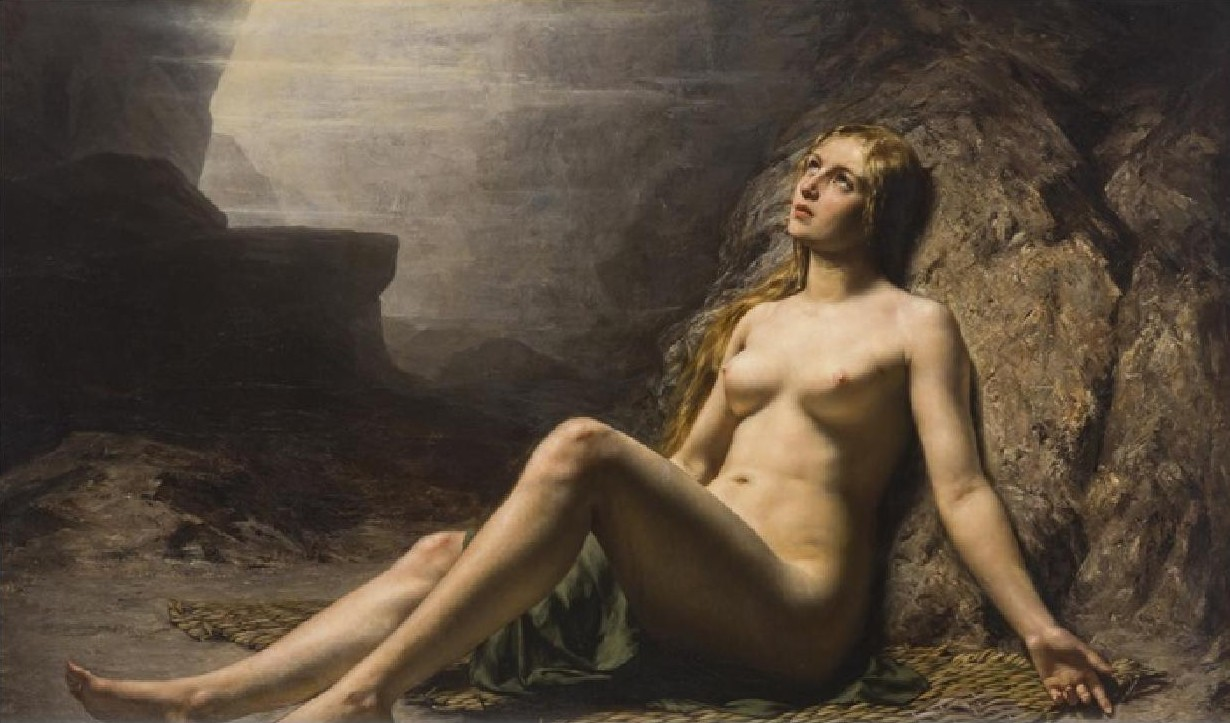
Eduard Kasparides, Kajícná Marie Magdaléna v jeskyni, olej na plátně (1890)
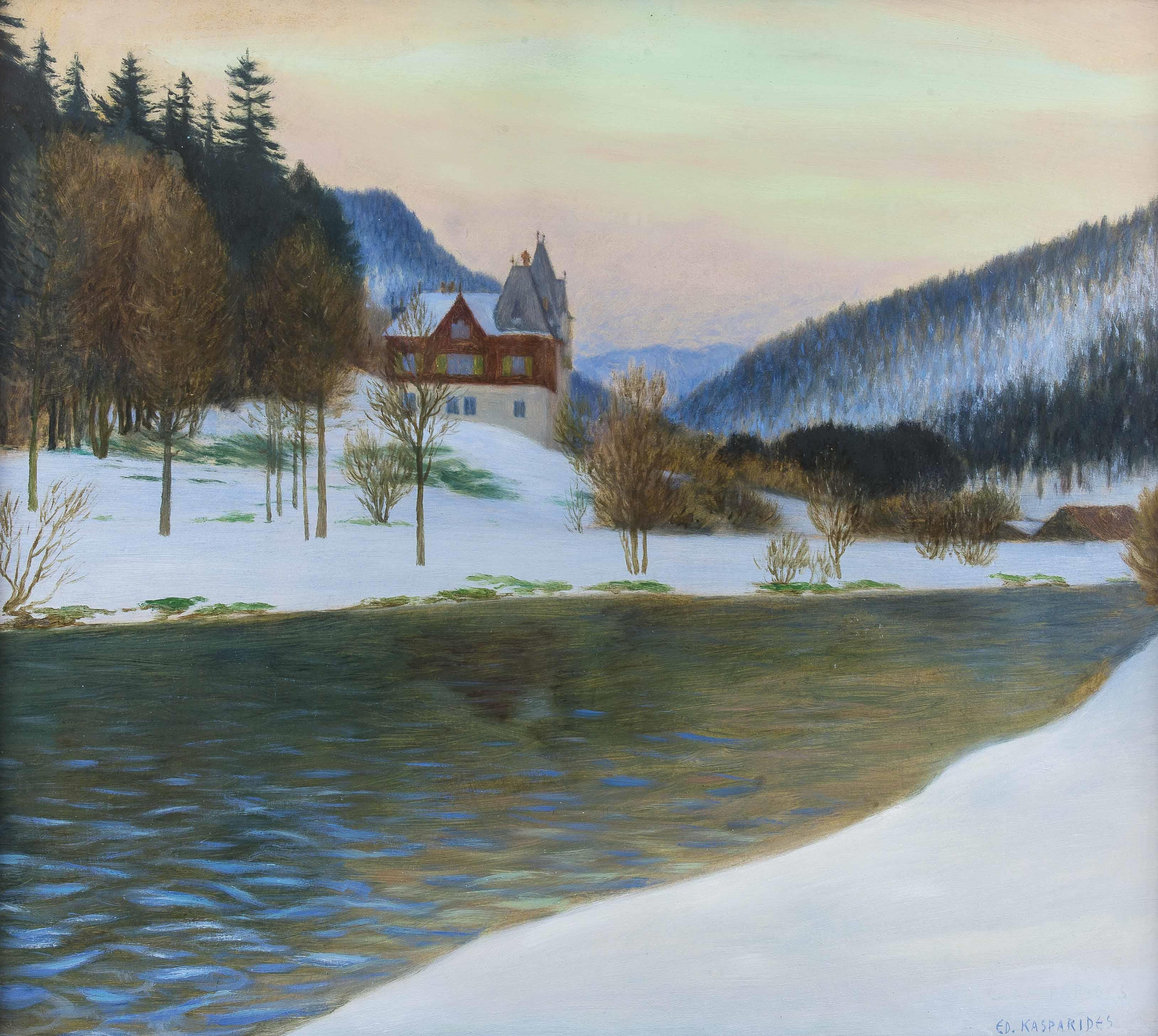
Lovecký zámeček Mürzsteg, letní sídlo spolkového prezidenta, olej na lepence (kolem 1920)
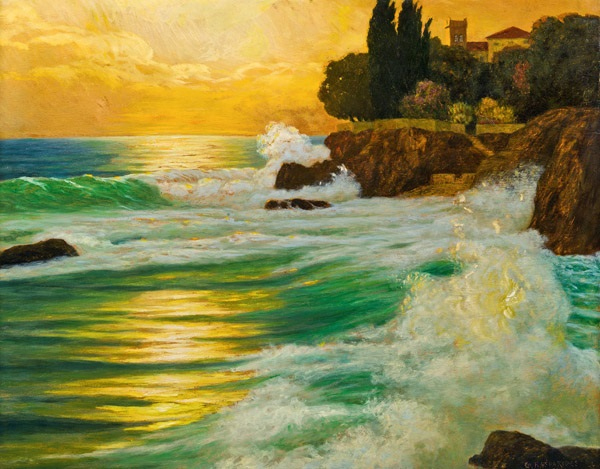
Pobřežní krajina (kolem 1900)
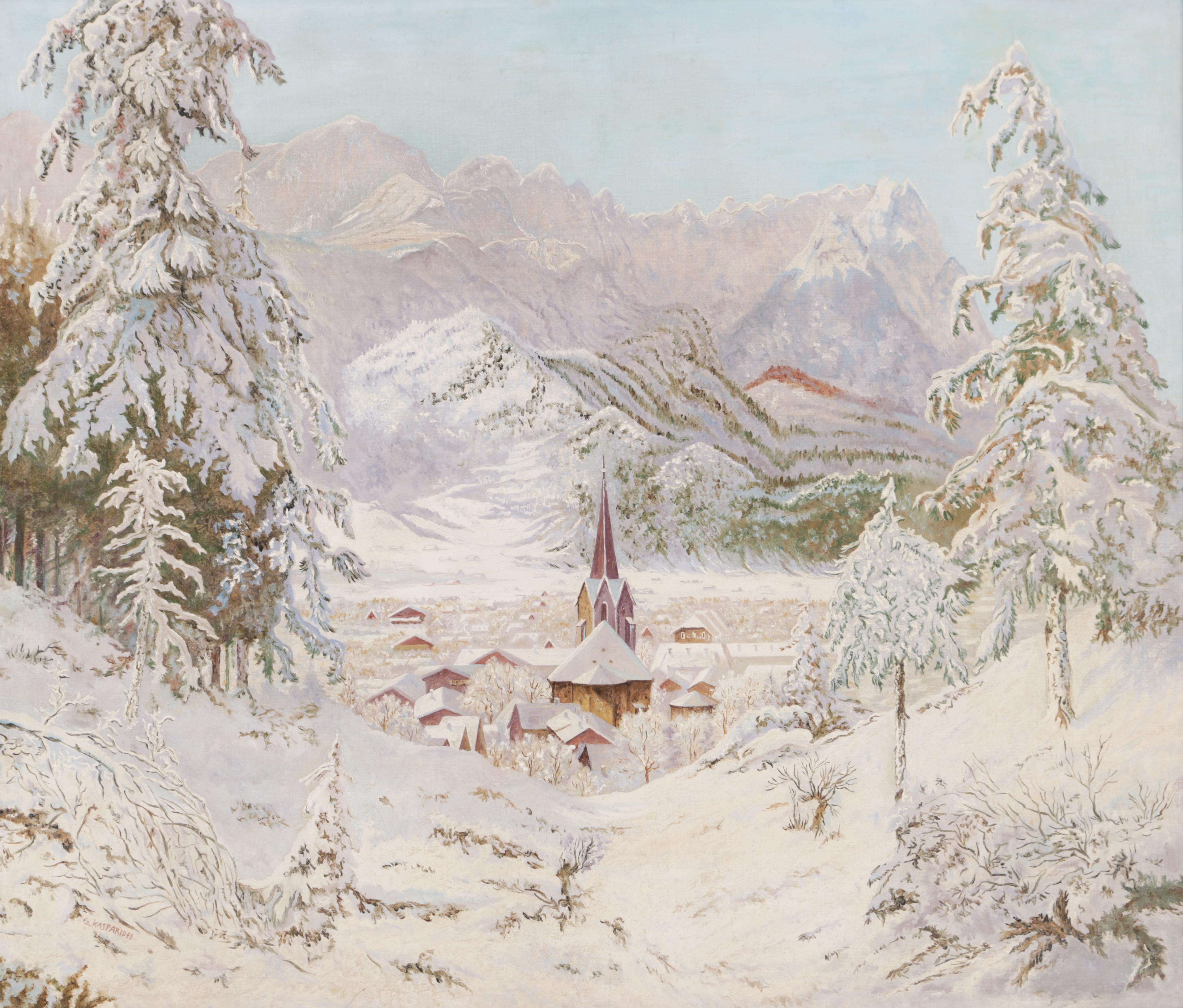
Pohled na zasněžený Garmisch-Partenkirchen s Alpspitze a Zugspitze, olej na plátně (kolem 1926)
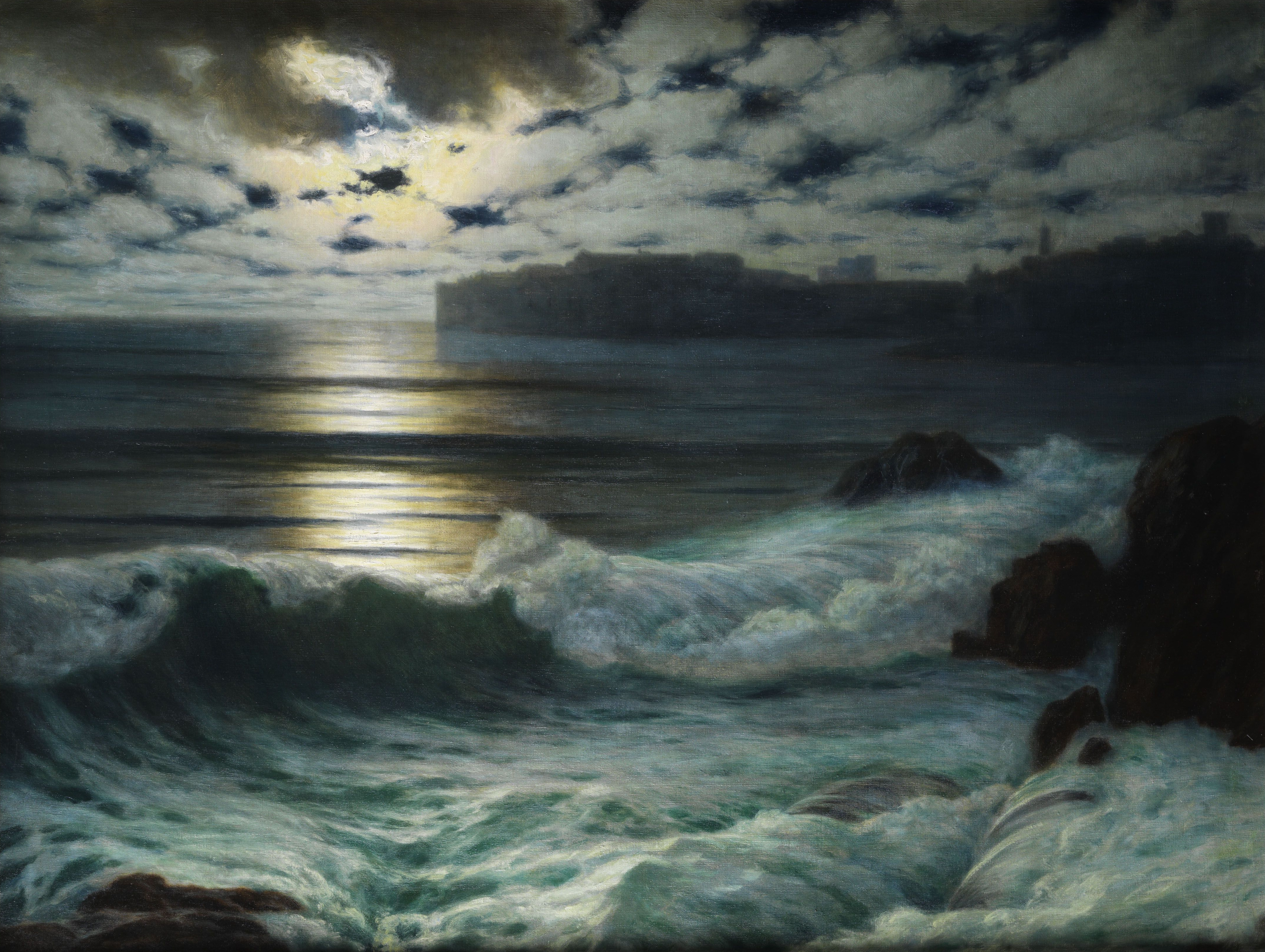
Dubrovník za svitu měsíce, olej na plátně (1915)
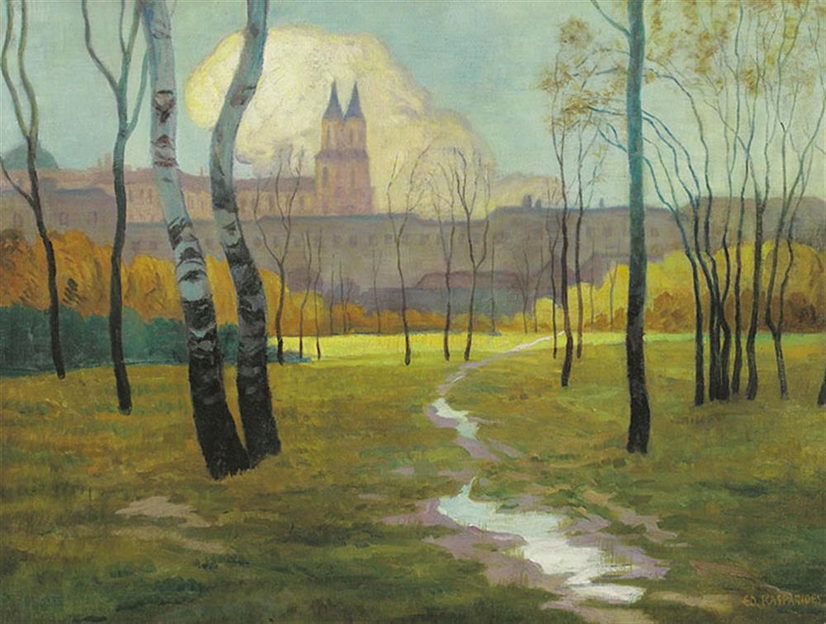
Podzimní park (kolem 1920)